# Phyllachora casimiroae
Phyllachora casimiroae är en svampart som beskrevs av F. Stevens & C.J. King 1927. Phyllachora casimiroae ingår i släktet Phyllachora och familjen Phyllachoraceae.   Inga underarter finns listade i Catalogue of Life.